# أذن الفأر فيلفيتش
أذن فأر فيلفيتش (الاسم العلمي: Myosotis welwitschii) هو نوع من النباتات يتبع جنس أذن الفأر من الفصيلة الحمحمية.